# Arquana International Print & Media
Die Arquana International Print & Media AG war mit drei Druckstandorten in Deutschland und drei Druckstandorten im europäischen Ausland laut Unternehmensangabe eines der größten Offsetdruck-Unternehmen in Deutschland und Europa.
Die Aktien wurden bis September 2006 im Freiverkehr gehandelt. Seit der Zulassung am 18. September 2006 war die Aktie im Prime Standard der Frankfurter Wertpapierbörse notiert. Am 17. August 2011 beantragte der Insolvenzverwalter, die Börsenzulassung zum regulierten Markt zu widerrufen. Dieser Antrag wurde mit Ablauf des 9. Dezember 2011 wirksam.
Arquana fertigte im Rollenoffset-Produkte wie Prospekte, Zeitschriften, Magazine, Kataloge, Beilagen und Mailings.
Am 7. Januar 2008 stellte die Arquana International Print & Media AG sowie die Tochtergesellschaften Johler Druck GmbH, Arquana Sales GmbH und Arquana Media GmbH beim Amtsgericht Neumünster Antrag auf Eröffnung eines Insolvenzverfahrens.
Am 1. April 2008 eröffnete das Amtsgericht Neumünster die Insolvenzverfahren über die Vermögen der Arquana International Print & Media, der Johler Druck, der Arquana Sales und der Arquana Media.
2019 wurde die Gesellschaft im Handelsregister gelöscht.

## Geschichte
Die Firma wurde am 25. April 1922 als „Papierwarenfabriken M. Niedermayr GmbH“ in Rosenheim gegründet. Bereits im folgenden Jahr wurde sie in eine Aktiengesellschaft umgewandelt. Nach wechselhaftem Geschäft verkaufte im Jahre 1994 der bisherige Alleinaktionär Heidelberger Zement 32 % der Anteile der „Niedermayr Papierwarenfabrik AG“ an den Papierhersteller UPM-Kymmene und weitere 32 % an die Firma Rohrdorfer Zement. Die Gesellschaft diente den drei Großaktionären als Joint Venture für die Herstellung von Papiersäcken für die Zementindustrie. 2002 gab die „Niedermayr Papierwarenfabrik AG“ ihre operative Tätigkeit auf und das Papiersack-Geschäft wurde verkauft. In der Folge wurde die Gesellschaft 2003 in „Circel Grundstücks- und Vermögensverwaltung AG“ umbenannt. Mit Kaufvertrag vom 27. Juli 2005 erwarb die Arques Industries 95 % der Anteile.

Am 3. Mai 2006 übernahm Arquana die Druckerei des Kölner Bachem-Verlags, diese stellte zum 31. Mai 2008 aufgrund Insolvenz den Betrieb ein.
Der frühere Mehrheitseigentümer Arques Industries reduzierte Ende August 2007 seinen Anteil an Arquana durch teilweisen Verkauf an die Printec Investments Ltd. (Birmingham) von 49 % auf unter 20 %. Mit 29,9 % der Anteile war Printec nun größter Arquana-Aktionär. Ende Dezember 2007 verkaufte Printec seine Anteile wieder.
Einer der beiden Standorte in Österreich, die 2007 übernommene Firma Sochor Group GmbH in Zell am See, wurde bereits kurze Zeit nach der Übernahme im Jahr 2008 geschlossen. Die Kapazitäten werden am Standort Innsbruck zusammengeführt. Für die französische Druckerei Evry Rotatives (nahe Paris) wurde seit dem 21. September 2007 ein Käufer gesucht. 
Im Oktober 2007 wurde der Verkauf der Colordruck Pforzheim an einen nicht näher identifizierten "strategischen Investor" bekanntgegeben. Am 9. April 2009 wurde bekanntgegeben, dass Colordruck Pforzheim zum 30. Juni 2009 schließen werde, da das Unternehmen jahrelang Verluste entwirtschafte und ein Verkauf an einen anderen Finanzinvestor aussichtslos erschien. Die Kündigungen für die rund 80 Mitarbeiter wurden noch am 30. April 2009 ausgesprochen.

## Produkte
Der Geschäftszweck ist die Bündelung der Geschäftsaktivitäten von Unternehmen im Bereich der Herstellung von Druckprodukten. Dies umfasst die gesamte vertikale Produktionskette von den Pre-Press-Services (Druck- und Medienvorstufe) über den Offset- und Digitaldruck bis hin zu den Post-Press-Services (Weiterverarbeitung, Sammelheften, Klebebinden, Postoptimierung, InkJet etc.).

## Konzernstruktur
Zu der Druckholding gehörten (Stand Oktober 2007) folgende Unternehmen:
- Johler Druck GmbH in Neumünster
- Nord-Offset Druck GmbH in Ellerbek
- WUB in Innsbruck (Österreich)
- J.P. Bachem GmbH in Köln
- Sochor Group GmbH in Zell am See (Österreich)
- Evry Rotatives in Bondoufle Cedex (Frankreich)

Eine Kooperation bestand nach Arquana-Angaben mit der (verkauften) Firma Colordruck Pforzheim wie auch mit der Firma Farbendruck Weber in Biel (Schweiz), die zur Arques Industries gehört, dem früheren Mehrheitsaktionär der Arquana.